# Urban Jarnik
Urban Jarnik (Potok v Ziljski dolini, 11 mei 1784– Blatograd (Duits: Moosburg), 11 juni 1844) was een Sloveens priester, dichter en etnoloog. 
Urban Jarnik publiceerde tijdens zijn leven vele bijdragen over de geschiedenis, cultuur en taal van de Slovenen in Karinthië. Hij redigeerde de Sloveenstalige gedeelten van het tijdschrift Carinthia. Zijn verdiensten zijn uiteenlopend: hij geldt als eerste schrijver van Sloveenstalige jeugdboeken en is de eerste Sloveense dialectoloog. Met zijn dialectologisch onderzoek heeft hij bijgedragen aan de beter begrip van de germanisering in Karinthië als een historisch assimilatieproces. Zijn onderzoek heeft nog steeds groot belang vanwege de vele door hem bijeengebrachte historische feiten, die het autochtone van de Sloveense bevolking in Zuid-Oostenrijk bevestigt en de latere strijd om gelijke rechten onderbouwt. 
Jarnik was werkzaam in het Gailtal (Ziljska dolina), Klagenfurt (Celovec), St. Michael am Zollfeld (Šmihel na Gosposvetskem polju), Gurnitz (Podkrnos) en Možberk.
- Bibliothèque nationale de France: cb12233906p (data)
- Gemeinsame Normdatei: 118842188
- International Standard Name Identifier: 0000 0001 0915 4661
- Library of Congress Control Number: n2011005125
- Nationale en Universitaire bibliotheek Zagreb: 000120130
- Nederlandse Thesaurus van Auteursnamen: 13564609X
- SNAC: w6wv2x5p
- Virtual International Authority File: 73906997
- WorldCat: E39PBJy4jjk9QkHFQGmYxG7CQq